# Michael Ryan
Michael Ryan (nascido em 26 de julho de 1943) é um ex-esgrimista irlandês, que representou sua nação nos Jogos Olímpicos de Tóquio 1964 e Cidade do México 1968.